# Hưng Phúc (xã)
Hưng Phúc là một xã thuộc huyện Hưng Nguyên, tỉnh Nghệ An, Việt Nam.
Xã Hưng Phúc có diện tích 5,17 km², dân số năm 1999 là 3.733 người, mật độ dân số đạt 722 người/km².

## Hành Chính
Xã Hưng Phúc thuở sơ khai bao gồm 8 xóm. Năm 2015 tách xóm 8 thành hai xóm là xóm 8 và xóm 9 mới.
Theo đề án đã được phê duyệt xã Hưng Phúc hiện tại gồm 9 xóm. Sau khi sáp nhập Hưng Phúc chỉ còn lại 5 xóm gồm: xóm 1 giữ nguyên; xóm 2 (gồm xóm 2,xóm 3 cũ);  xóm 3 (gồm xóm 5, xóm 6,xóm 7 cũ); xóm 4 giữ nguyên; xóm 5 (gồm xóm 8, xóm 9). Trong quá trình thực hiện các bước sáp nhập xóm, xã  Hưng Phúc đã xây dựng đề án sắp xếp, sáp nhập xóm; Tổ chức các cuộc họp để lấy ý kiến của nhân dân. Qua đó đã nhận được sự đồng thuận cao trong nhân dân.Theo kế hoạch Hưng Phúc phấn đấu hoàn thành công tác sáp nhập trước ngày 15/9/2019./.